# Clusia parvifolia
Clusia parvifolia är en tvåhjärtbladig växtart som beskrevs av Bassett Maguire. Clusia parvifolia ingår i släktet Clusia och familjen Clusiaceae. Inga underarter finns listade i Catalogue of Life.